# Villiers-Vineux
Villiers-Vineux là một xã của Pháp,tọa lạc ở tỉnh Yonne trong vùng Bourgogne của Pháp.

## Hành chính
| Danh sách các thị trưởng               |           |     |      |         |
| Giai đoạn                              | Giai đoạn | Tên | Đảng | Tư cách |
| tháng 3 năm 2001                       |           |     |      |         |
| Tất cả các dữ liệu trước đây không rõ. |           |     |      |         |

## Biến động dân số
| 1962                                                 | 1968 | 1975 | 1982 | 1990 | 1999 |
| ---------------------------------------------------- | ---- | ---- | ---- | ---- | ---- |
| 174                                                  | 212  | 194  | 214  | 257  | 246  |
| Số liệu lấy từ năm 1962: Dân số không tính hai trùng |      |      |      |      |      |